# Paolo Maria Paciaudi
Paolo Maria Paciaudi (Torino, 23 novembre 1710 – Parma, 1º febbraio 1785) è stato un religioso, archeologo, bibliotecario e antiquario italiano.

## Biografia
Studiò all'Università di Torino e nel 1738 vestì l'abito dei chierici regolari dell'ordine di S. Gaetano da Thiene. Dopo un anno di noviziato a Venezia pronunciò i voti. Studiò poi filosofia, fisica e matematica all'Università di Bologna.
Fu per diversi anni un predicatore in varie città italiane, per poi dedicarsi a studi archeologici, trovando un amico e sostenitore in Apostolo Zeno. Andò a Napoli, all'epoca al centro degli studi archeologici, dove fu ospite per sette anni del cardinale Giuseppe Spinelli. Lasciata Napoli, andò a Roma, dove ottenne la protezione di papa Benedetto XIV, al quale dedicò l'opera Antichità cristiane. Nel 1753 venne nominato procuratore generale del suo ordine religioso e nel 1757 procuratore dell'Ordine di Malta.
Dopo aver viaggiato a lungo in Francia nel 1761 si stabilì a Parma, alla corte del duca Filippo di Borbone, col titolo di bibliotecario e antiquario. Nella città ducale svolse anche i ruoli di archeologo, epigrafista e letterato. Divenne stretto collaboratore del primo ministro Guillaume du Tillot.
Fu direttore della Reale Biblioteca di Parma (ora Palatina), dalla fondazione sino al 1774.
Paciaudi, primo in Italia, utilizzò il sistema di catalogazione per autori d'ispirazione francese. Fino ad allora i titoli dei libri venivano riportati su un registro rilegato in volume. Paciaudi utilizzò delle schede su cui annotò oltre ad autore, titolo e note tipografiche, anche note bibliografiche speciali sull'autore stesso, sul valore del contenuto e dell'edizione. La scheda riportava inoltre le informazioni sulla collocazione fisica del libro.
A Parma Paciaudi allestì il Museo d'Antichità con reperti rinvenuti nel sito archeologico di Velleia e fece una riforma dell'ordinamento dell'Università di Parma. Propose di far guidare la Reale stamperia al giovane Giovanni Battista Bodoni.
A Parma gli è dedicata "via Paolo Maria Paciaudi", una strada che collega via Verdi con viale Toschi.

## Opere
- Dissertazione .. sopra una statuetta di Mercurio 1747
- Osservazioni di Paolo Maria Paciaudi sopra alcune singolari e strane medaglie, Napoli, 1748
- De veteri Christi crucifixi signo et antiquis crucibus..., 1749
- De cultu S. Johannis Baptistae antiquitates..., 1755
- De athletarum kybistēsei in palaestra Græcorum, 1756
- Ara amicitiae Parmae in foro maiori, Parma, 1769
- Ad praeclarissimum Alcorani codicem Regiae bibliothecae Parmensis prologus, Parma, 1771
- Ypomnema Parmense in aduentu Gustaui, Parma, 1784

### Pubblicazioni postume
- Dodici lettere inedite di Paolo Paciaudi a Clemente Sibiliato, 1845
- Il bibliotecario..., 1863
- Correspondance inédite Paciaudi-Caylus, 1877